# Lombergstjärnen, Dalarna
Lombergstjärnen är en sjö i Ludvika kommun i Dalarna och ingår i Norrströms huvudavrinningsområde.